# Nicht nur zur Weihnachtszeit
Nicht nur zur Weihnachtszeit ist eine Erzählung von Heinrich Böll, die der Autor während der Zusammenkunft der Gruppe 47 auf Schloss Berlepsch Anfang November 1952 las. Sie gilt als erste Satire des Schriftstellers. Bereits im darauf folgenden Monat wurde die kleine Erzählung von Alfred Andersch herausgegeben.
Der Ich-Erzähler exemplifiziert den Ernstfall: Was wäre, wenn jeden Abend Weihnachten wäre? unter Bezug auf die ausgebliebene Aufarbeitung der NS-Zeit speziell im Katholizismus.

## Inhalt
Es geht um „Verfallserscheinungen“ in der Verwandtschaft des Ich-Erzählers. Diese nehmen ihren Lauf um Lichtmess 1947 herum, als sich die Tante Milla des Erzählers nicht von ihrem Christbaum trennen will und unausgesetzt schreit, als das Requisit abgeschmückt wird und aus dem Wohnzimmer entfernt werden soll. Nachdem Mediziner ohne Erfolg zu Rate gezogen worden sind, findet endlich Onkel Franz, Gatte der Tante, die Lösung. Onkel Franz verordnet der Tante Milla mit nachhaltigem Erfolg eine „Tannenbaumtherapie“. Es wird nun praktisch über zwei Jahre hinweg jeden Abend – also Winter wie Sommer – Heiligabend gefeiert mit allem Drum und Dran, also mit dem Baum, einem täglich „Frieden, Frieden, Frieden“ flüsternden Weihnachtsengel usw.
Die verkehrte dramatische Situation: Die alte schrullige Tante Milla geht als einzige in der Verwandtschaft unbeschädigt – abgesehen von ihrem Weihnachtsfimmel – aus der Dauerweihnacht hervor. Äußerlich gesund und munter aussehend, feiert sie mit dem pensionierten Geistlichen aus der Nachbarschaft und den später eigens engagierten Mimen.
Kurz zum Verlauf der Feier: Zuerst werden nach Monaten die Erwachsenen des Spekulatiusknabberns überdrüssig. Die o. g. Verfallserscheinungen äußern sich in unterschiedlicher Form. Fremdgehen, Tobsuchtsanfall, Auswanderung ganzer Familienteile in das äquatoriale Afrika und sogar Konversion vom Katholizismus zum Kommunismus kommen vor. Mit der Zeit lassen sich die Verwandten des Abends einer nach dem anderen bei Tante Milla durch arbeitslose Schauspieler vertreten. Ein erwerbsloser Inspizient bringt zuletzt die Abendveranstaltung monatelang klaglos über die Bühne. Schließlich müssen die Kinder durch Wachspuppen ersetzt werden. Jener Verfall ist unaufhaltsam. Zuletzt wird Onkel Franz nach dem Fremdgehen auch noch lebensmüde, und ein Vetter des Erzählers, Boxer von Beruf, geht als Laienbruder in ein Kloster.

## Rezeption
- Der Spiegel, 24. Dezember 1952: Bölls „verewigte Weihnachtsfeier ist unverkennbar Gleichnis unseres Kulturbetriebes, der eine Zeit, von der – wie der Autor sagt – ‚ich angenommen hatte, sie sei vorbei‘, mit allen Finessen in scheinhafter Dauer zu restaurieren sucht […].“[4]
- Gerber geht ganz kurz auch auf den „hysterischen Komplex“ der Tante Milla und seine psychologische Besprechung nach Art von Adler ein. Böll soll seine Erzählung besonders geschätzt haben.[5]
- Sowinski und Schneidewind heben in ihrer ausführlichen Besprechung „den grotesken dichterischen Einfall“ hervor.[6]
- Bernsmeier analysiert die „Tortur der Feierlichkeiten“.[7]

## Hörfunk, Verfilmung, Bühnenadaption
Bereits am 30. Dezember 1952, also nach der Zelebrierung des Weihnachtsfestes, brachte der damalige NWDR unter der Regie von Fritz Schröder-Jahn die Hörfunkfassung von Alfred Andersch mit Heinz Rühmann als Sprecher, Reinhold Lütjohann als Onkel Franz und Thea Maria Lenz als Tante Milla. Angeprangert werden soll, so der einführende Text, der „Falschmünzcharakter einer restaurativen Epoche.“
Vojtěch Jasný verfilmte die Satire unter dem Originaltitel mit Edith Heerdegen als Tante Milla und René Deltgen als Onkel Franz für das Fernsehen. Heinrich Böll schrieb das Drehbuch. Das ZDF strahlte den Film am 30. Dezember 1970 aus.
Seit 2024 existiert eine Adaption der Erzählung als Konzertlesung mit dem Schauspieler Dietmar Bär und dem Musiker Stefan Weinzierl.